# Рудольф Шмід
Рудольф Шмід (нім. Rudolf Schmid; 21 березня 1951 — 21 жовтня 2014) — австрійський саночник, олімпійський медаліст.

## Виступи на Олімпіадах
| Олімпіада    | Дисципліна       | Місце |
| ------------ | ---------------- | ----- |
| Саппоро 1972 | одиночний розряд | 16    |
| Саппоро 1972 | змішані двійки   | 9T    |
| Інсбрук 1976 | одиночний розряд | 9     |
| Інсбрук 1976 | змішані двійки   | 3     |